# NGC 4926A
NGC 4926A је спирална галаксија у сазвежђу Береникина коса која се налази на NGC листи објеката дубоког неба.
Деклинација објекта је + 27° 38' 53" а ректасцензија 13h 2m 8,1s. Привидна величина (магнитуда) објекта NGC 4926 износи 14,2 а фотографска магнитуда 15,2. NGC 4926A је још познат и под ознакама MCG 5-31-107, CGCG 160-106, IRAS 12596+2755, DRCG 27-47, KUG 1259+279, PGC 44968.